# Anja Heinrich

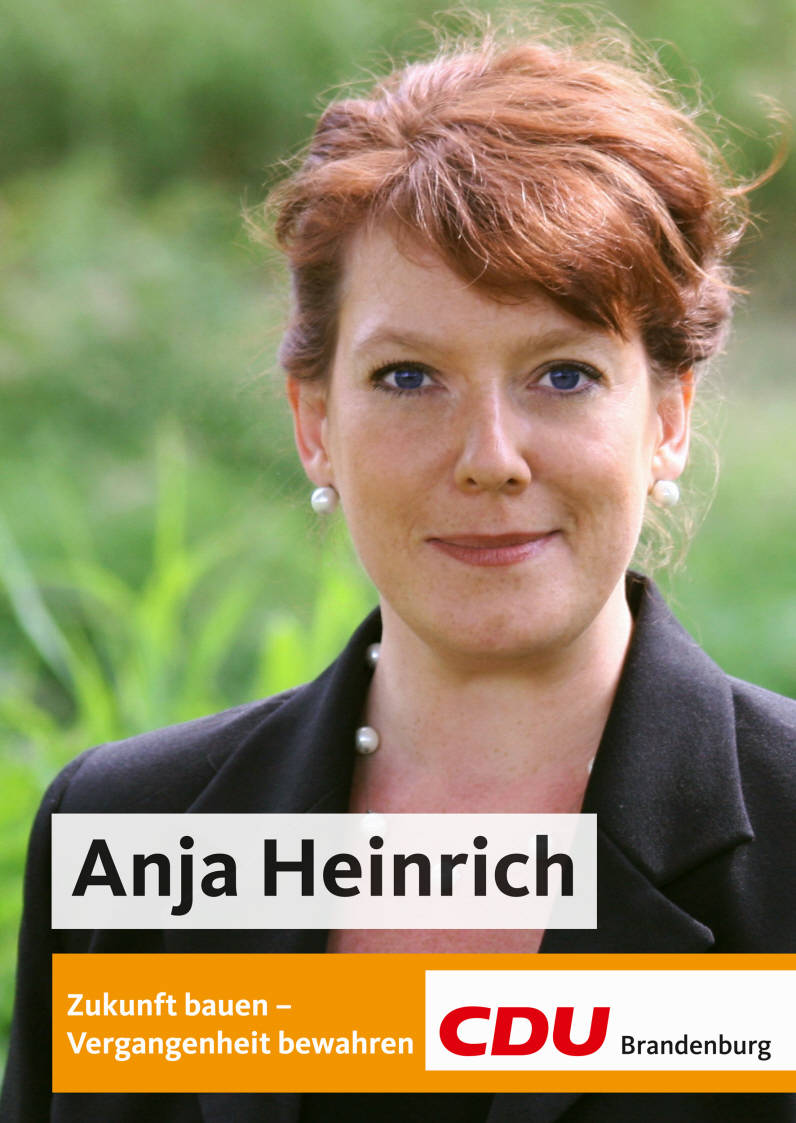
Anja Heinrich auf einem Wahlplakat zur Landtagswahl 2009

Anja Heinrich (* 14. Juni 1971 in Elsterwerda, Kreis Bad Liebenwerda, DDR) ist eine deutsche Politikerin (CDU). Sie war von 2009 bis 2018 Mitglied des Brandenburgischen Landtags und ist seit Februar 2018 Bürgermeisterin der Stadt Elsterwerda.

## Leben
Anja Heinrich wuchs in Hohenleipisch mit zwei älteren Schwestern auf. Ihr Vater war Berufsschullehrer und die Mutter leitete ein Bauamt. Nach dem Abitur studierte Anja Heinrich 1988 bis 1991 Musik/Deutsch an der Pädagogischen Hochschule Zwickau und 1991 bis 1995 Sozialwesen mit Hauptfach Psychologie an der Fachhochschule Fulda. Sie schloss das Studium mit dem akademischen Grad Diplom-Sozialpädagogin ab. 2006 bis 2009 absolvierte sie ein berufsbegleitendes Studium am Berliner Institut für Familientherapie (BIF) zur systemischen Unternehmens- und Familienberaterin. Bis 2007 arbeitete sie als Geschäftsführerin der Sozialstation Ambulante Pflege Doberlug-Kirchhain gGmbH und seit 1998 als Angestellte im Diakonischen Werk Elbe-Elster e. V. in der sozialen und psychologischen Beratung. Seit 2009 ist sie Vorsitzende des Heimatvereins Elsterwerda und Umgebung.
Anja Heinrich ist evangelisch und hat zwei Kinder. Von 2013 bis 2022 war sie mit dem christdemokratischen Politiker Christian Jaschinski verheiratet.

## Politik
Anja Heinrich ist seit 2001 Mitglied der CDU und dort seit 2007 stellvertretende Vorsitzende des CDU-Kreisverbandes Elbe-Elster. Seit 2008 ist sie auch Vorsitzende der Frauenunion Elbe-Elster. Kommunalpolitisch war sie von 2003 bis 2014 als Vorsitzende der Stadtverordnetenversammlung Elsterwerda und ab 2008 als stellvertretende Vorsitzende der CDU-Kreistagsfraktion Elbe-Elster engagiert.
2009 wurde sie über das Direktmandat im Wahlkreis Elbe-Elster II in den Landtag gewählt und war dort Mitglied im Ausschuss für Wissenschaft, Forschung und Kultur und kulturpolitische Sprecherin der CDU-Fraktion. Ab 2009 war sie Sprecherin für Kulturpolitik der CDU-Fraktion im Landtag. Von 2011 bis 2013 war sie Vorsitzende der Frauenunion Brandenburg. Im November 2012 wurde sie zur Generalsekretärin der brandenburgischen CDU gewählt; von dieser Funktion trat sie im Februar 2015 zurück. 2014 gewann Anja Heinrich erneut ihr Direktmandat und erzielte das höchste Stimmergebnis aller CDU-Kandidaten Brandenburgs. Von Oktober 2014 bis Mai 2015 war sie stellvertretende CDU-Fraktionsvorsitzende. Anfang Juli 2017 wurde sie bei der Gründung des Vereins Werteunion Brandenburg zu dessen Sprecherin gewählt.
Am 24. September 2017 wurde Anja Heinrich bei 5 Kandidaten mit 61,7 % der gültigen Stimmen im ersten Wahlgang zur Bürgermeisterin von Elsterwerda für eine Amtszeit von acht Jahren gewählt. Dieses Amt trat sie am 1. Februar 2018 an. Sie verzichtete daher zum 31. Januar 2018 auf das Mandat im Landtag.
Des Weiteren engagiert sich Anja Heinrich als Mitglied des Volksbundes Deutscher Kriegsgräberfürsorge und als Mitglied des Fördervereins Naturpark Niederlausitzer Heidelandschaft auch außerpolitisch in der Region. Seit 1998 engagiert sie sich im Tierschutz und ist seit 2018 Mitglied in der „Tierhilfe Südbrandenburg eV“. Im Jahr 2020 initiierte sie den „Orgelförderkreis Sankt Catherina Elsterwerda“ und ist Beisitzerin des Vorstandes.